# Wedding for Disaster
«Wedding for Disaster» (рус. Свадебная катастрофа) — пятнадцатый эпизод двадцатого сезона мультсериала «Симпсоны», премьера которого состоялась 29 марта 2009 года.

## Сюжет
На Симпсонов, как снег на голову, сваливается новость: оказывается, все эти годы их брак был незаконен, потому что во время свадебной церемонии преподобный Лавджой не имел лицензии священника. Гомер и Мардж решают ещё раз сыграть свадьбу, чтобы всё было по чести и закону. Услышав от мужа романтическое предложение, Мардж начинает готовиться к церемонии, но чем ближе день, тем невыносимее становится её характер. В день свадьбы Гомер таинственным образом пропадает из комнаты жениха; Мардж думает, что Гомер сбежал от неё, и впадает в отчаяние. Однако Лиза и Барт понимают, что Гомер убежал не сам, потому что в комнате жениха они обнаруживают брелок с инициалами похитителя С. Б. Лиза и Барт пришли к Сайдшоу Бобу, так как его имя совпадает с инициалами, но он всё время проводил с Красти. Поэтому они понимают, что похитители — это Пэтти и Сельма Бувье.
Тем временем мистер Симпсон приходит в себя в каком-то заброшенном сортире, прикованный цепью к толстой трубе. Голос по громкоговорителю объясняет Гомеру, что ключ от замка находится внутри леденца, и чтобы достать его, нужно слизать все содержимое конфеты, но это не так-то просто, потому что леденец сделан из острейшего соуса, однако в леденце нету ключа, а вместо него более острый соус. Гомер начинает рассказывать похитителям, как он любит Мардж, и они отпускают его.
Когда Пэтти и Сельма уничтожали следы похищения Гомера, к ним пришли Барт и Лиза и начали угрожать им тем, что они расскажут родителям о похищении Гомера.
В конце Гомер и Мардж решили устроить небольшую свадьбу, но Пэтти и Сельма сделали для них идеальное и дорогое торжество.

## Культурные отсылки
- Пытки Гомера и голос, объясняющий задание — отсылка к серии фильмов «Пила».
- Название отсылается к фразе «Возглавлять бедствие» (англ. heading for disaster).
- Пастор — отсылка к актёру Бингу Косби, а песня — отсылка к главному герою фильма с ним в главной роли «Идти своим путём».

## Отношение критиков и публики
Эпизод получил по рейтингу Нильсена 3,7 из 6 и его посмотрело 6,58 миллионов зрителей. Эпизод получил по большей части положительные отзывы от телевизионных критиков. Роберт Кэнинг из IGN дал эпизоду 7,3 из 10, сказав: «„Wedding for Disaster“ — один из тех эпизодов, которые хоть и не поражают своим юмором, но всё равно смотреть весело. Ещё раз скажу, он не очень смешной, но там есть несколько превосходных моментов и в целом „Wedding for Disaster“ достаточно симпатично говорит о третьей и четвёртой свадьбе Гомера и Мардж.»
Эрик Эспелшеглер из TV Verdict.com написал: «„Wedding for Disaster“ — обработанный, потому что в нём есть классная загадка. Допустим, я сосунок для загадок, но он один из лучших эпизодов „Симпсонов“ с загадкой. В основном, злодеем в тех сериях является Сайдшоу Боб. Поэтому, я был готов, что в сегодняшнем эпизоде также злодеем будет Сайдшоу Боб, но я также люблю, когда ему дают камео. Очень сильно я люблю коварного персонажа Келси Греммера, он тоже мог похитить Гомера из-за подозрительной фразы Барта: „Если мама и папа не поженятся, я не рожусь!“. Настоящий ответ — в куче многих чувств, и конец сильно напрягает. „Wedding for Disaster“ был не особо смешным по сравнению с предыдущими немногими эпизодами, но история принесла успех.»
Джоэл Коэн получил за этот эпизод Премию гильдии сценаристов Америки.